# Смирнов, Михаил Павлович (нарком)
Михаил Павлович Смирнов (20 октября 1897 года — 26 февраля 1939 года) — советский государственный деятель. Депутат Верховного Совета СССР 1 созыва.

## Биография
- В 1919 году окончил Коммунистический университет им. Я. Свердлова, в 1926 году — Московский промышленно-экономический институт.

- 1910—1913 — рабочий лесопильно-фанерного завода.
- 1913—1915 — рабочий-валялщик мастерской Алхимова, ст. Убинская Сибирская железная дорога.
- 1915—1916 — рабочий, помощник механика лесозавода Долгорукова, ст. Мантурово Северная железная дорога.
- 1916—1918 — рядовой 71-го Белёвского пехотного полка Северного фронта; в августе-ноябре 1917 года был заключён в тюрьму Двинска; член полкового комитета.
- 1918—1919 — резервный 1-го Костромского советского полка, командир роты 28-го стрелкового полка 5-й армии Восточного фронта, курсант 1-х Костромских командных курсов, курсант 1-х курсов тяжёлой артиллерии, слушатель Коммунистического университета.
- 1919—1923 — военный комиссар 4-го эпидемического госпиталя в Самаре; военный комиссар санитарного управления 1-й армии в Оренбурге; политический инспектор Главного военно-санитарного управления РККА; военный комиссар 23-й пехотной школы им. Ленина в Ташкенте; комиссар 2-й Московской пехотной командной школы.
- 1923—1931 — заведующий отделом Центросоюза.
- 1931—1936 — заместитель председателя правления, председатель правления Московского союза потребительских обществ.
- 1936—1937 — заместитель начальника управления торговли Москвы.
- 1937—1938 — народный комиссар внутренней торговли СССР.
- С января 1938 года народный комиссар торговли СССР

## Репрессии
Арестован 16 июля 1938 года. Осуждён к высшей мере наказания 26 февраля 1939 года, расстрелян в тот же день. Реабилитирован 31 марта 1956 года.